# Região Geográfica Intermediária de Teresina
A Região Geográfica Intermediária de Teresina é uma das seis regiões intermediárias do estado brasileiro do Piauí e uma das 134 regiões intermediárias do Brasil, criadas pelo Instituto Brasileiro de Geografia e Estatística (IBGE) em 2017. É composta por 65 municípios, distribuídos em cinco regiões geográficas imediatas.
Sua população total estimada pelo Instituto Brasileiro de Geografia e Estatística (IBGE) para 1º de julho de 2018 é de 1 583 704 habitantes, distribuídos em uma área total de 55 169,257 km².
Teresina é o município mais populoso da região intermediária, além de ser capital do estado, com 861 442 habitantes, de acordo com estimativas de 2018 do Instituto Brasileiro de Geografia e Estatística (IBGE).

## Regiões geográficas imediatas
| Região geográfica imediata                                     | Municípios | População Estimativa 2018 | Área (km²) |
| -------------------------------------------------------------- | --- | ------------------------- | ---------- |
| Região Geográfica Imediata de Teresina                         | Alto Longá Altos Beneditinos Coivaras Curralinhos Demerval Lobão José de Freitas Lagoa Alegre Lagoa do Piauí Miguel Alves Monsenhor Gil Nazária Novo Santo Antônio Pau d'Arco do Piauí Teresina União | 1 104 648                 | 12 673,119 |
| Região Geográfica Imediata de Amarante-Água Branca-Regeneração | Agricolândia Água Branca Amarante Angical do Piauí Barro Duro Elesbão Veloso Francinópolis Hugo Napoleão Jardim do Mulato Lagoinha do Piauí Miguel Leão Olho d'Água do Piauí Palmeirais Passagem Franca do Piauí Prata do Piauí Regeneração Santo Antônio dos Milagres São Félix do Piauí São Gonçalo do Piauí São Miguel da Baixa Grande São Pedro do Piauí Várzea Grande | 159 927                   | 10 212,763 |
| Região Geográfica Imediata de Campo Maior                      | Assunção do Piauí Boqueirão do Piauí Buriti dos Montes Campo Maior Castelo do Piauí Cocal de Telha Jatobá do Piauí Juazeiro do Piauí Nossa Senhora de Nazaré São João da Serra São Miguel do Tapuio Sigefredo Pacheco | 142 846                   | 17 726,301 |
| Região Geográfica Imediata de Barras                           | Barras Boa Hora Cabeceiras do Piauí Campo Largo do Piauí Nossa Senhora dos Remédios Porto | 92 657                    | 3 756,999  |
| Região Geográfica Imediata de Valença do Piauí                 | Aroazes Barra d'Alcântara Inhuma Ipiranga do Piauí Lagoa do Sítio Novo Oriente do Piauí Pimenteiras Santa Cruz dos Milagres Valença do Piauí | 83 626                    | 10 800,075 |
| Total                                                          | 65 | 1 583 704                 | 55 169,257 |